# منتخب أذربيجان لكأس ديفيز
منتخب أذربيجان لكأس ديفيز (بالأذرية: Azərbaycan Devis Kuboku komandası)‏ هو ممثل أذربيجان الرسمي في كرة المضرب في كأس ديفيز.